# Retrorrefletividade
Retrorrefletividade é um conceito utilizado nas tecnologias de sinalização vertical e horizontal para avaliar a quantidade de luz que retorna ao observador a partir de uma fonte luminosa próxima do ponto de vista do observador.
Um retrorrefletor é um dispositivo ou superfície que reflete a luz de volta a sua origem com um mínimo de espalhamento da luz, mesmo os raios desta não estando ortogonais à superfície do retrorrefletor. Uma frente de onda eletromagnética é refletida de volta ao longo de um vetor que é paralelo mas com sentido oposto em rumo à fonte da onda. O ângulo de incidência da superfície pode ser maior que zero. É diferente de um espelho planar, que só reflete desta forma se o espelho está na perpendicular exata à fonte da onda, tendo um ângulo zero de incidência.

## Descrição
Princípio da reflexão Reflexão é o fenômeno através do qual os raios de luz propagados por um meio incidem sobre uma superfície, voltando ao meio que os propagou. Dizemos então que os raios de luz foram refletidos pela superfície.
Há três tipos de reflexão: espelho (especular), difusa e retrorreflexão.
Na reflexão espelho (ou especular) o feixe de luz incide sobre uma superfície lisa e é redirecionado na direção oposta da fonte que o originou. À noite a água no pavimento age como um espelho refletor devido ao reflexo vindo dos faróis dos veículos.
Na reflexão difusa o feixe de luz incide sobre uma superfície rugosa e é refletido desordenadamente em várias direções. A sinalização horizontal feita sem a adição de microesferas provoca este fenômeno.
Na retrorreflexão o feixe de luz incide sobre uma superfície e é redirecionado na direção da fonte que o originou.
Conceitos e unidades de medida : Em 1960, o sistema métrico decimal foi substituído pelo Sistema Internacional de Unidades – SI, mais complexo e sofisticado, devido ao desenvolvimento científico e tecnológico que passou a exigir medições mais precisas e diversificadas. De forma a classificar os conceitos de iluminação e reflexão, descreveremos abaixo as principais grandezas e unidades utilizadas em iluminação constantes no SI:
- Fluxo luminoso: Em um fluxo energético é a grandeza capaz de produzir uma sensação luminosa no ser humano, através do estímulo da retina ocular. É avaliada segundo os critérios de eficiência luminosa, podendo ser compreendida, também, como a quantidade de energia emitida ou recebida por uma superfície, num determinado intervalo de tempo. A unidade para o fluxo luminoso é o lúmen (lm).
- Intensidade luminosa: É o quociente entre o fluxo luminoso gerado por uma fonte, ou elemento da fonte, num cone infinitesimal contendo a direção pretendida, e o ângulo sólido deste cone. A unidade de intensidade luminosa é a candela (cd). Esta unidade é definida recorrendo a fontes de iluminação padrão, de onde são obtidas na prática, todas as outras unidades de iluminação usadas em engenharia. Antes de 1950, a intensidade luminosa era medida por comparação com velas de Hefner (HC) ou com velas internacionais (IC) e só a partir daí passou a ser usada a candela em todo o mundo. Entre aquelas unidaades de intensidade luminosa existe a seguinte relação:
1 cd = 0.98 IC = 1.16 HC
Ângulo sólido: é uma quantidade tridimensional, que tem como unidade o estereoradiano (sr). O cone é tal que tendo o seu vértice no centro de uma esfera, projeta na sua superfície a mesma área de um quadrado com lado igual ao seu raio.
- Iluminação: é o fluxo luminoso incidente por unidade de área iluminada, ou seja, o nível de iluminação no plano de estudo. Sua unidade é o lux (lm/m²).
- Luminância ou brilho: característica da fonte de luz. É a intensidade luminosa emitida por uma superfície. A sua unidade é cd/m²  ou stilib.
A medida que a capacidade refletora diminui, o mesmo acontece com a sua luminância. A luminância pode ser considerada como uma medida do brilho de uma fonte luminosa ou de um objeto iluminado do ponto de vista de um projetista de iluminação.
-Coeficiente de intensidade luminosa: O termo coeficiente de intensidade luminosa é definido como sendo a razão da intensidade luminosa de um refletor na direção do observador pela iluminação de um retrorrefletor no plano perpendicular à luz. No Sistema Internacional de medidas, por exemplo, no sistema métrico, ela é expressada em candelas (cd) por lux (lx). Ela é a medida de eficiência de um retrorrefletor porque descreve a quantidade de luminância (candelas) que sai de um retrorrefletor pela quantidade de luz (lux) que vem da fonte de luz, por exemplo, o farol de um veículo.
Esta definição trata o retrorrefletor como um ponto de luz, mas como os sinais têm uma área relativamente grande, eles são tratados como uma fonte de luz ampliada consistindo em vários pontos de luz, cada qual com uma intensidade luminosa de uma candela.
Para calcular este coeficiente de retrorreflexão dividimos o coeficiente de intensidade luminosa pela área (candelas por lux por m²).
-Critérios de medição
Na retrorrefletância a sua angularidade é definida pelos ângulos de entrada de luz e do observador (neste caso o motorista). O ângulo de entrada (incidente) é o ângulo formado entre o feixe de luz que incide na superfície de um sinal e a linha que sai perpendicular a esta superfície. O ângulo do observador é o ângulo entre o raio de luz incidente e o raio de luz refletido, sendo este visto pelo motorista. Estes ângulos variam com as distâncias entre o veículo e o sinal e são funções da posição do sinal e do veículo (para o ângulo incidente) e a altura da visão do motorista com relação aos faróis do veículo (para o ângulo de observação).
A angularidade de um sinal refere-se então, ao alcance dos ângulos em que um sinal permanecerá retrorrefletivo. Um ângulo de entrada de 30° é considerado bom para uma sinalização de rodovia. 
Como o material retrorrefletivo deve refletir toda a luz diretamente de volta à sua fonte, o ângulo de observação poderá ser zero. Entretanto, isto não ocorre, pois a visão do motorista é mais alta que o farol do veículo e pode alcançar 0,5 m para carros pequenos até mais do que 1,6 m para caminhões. Um ângulo de observação razoável é cerca de 2°.
Finalmente o cone de luz refletida refere-se a distribuição de um raio de luz refletido. Um bom retrorrefletor deve ter um cone muito pequeno, para que a maior parte da luz refletida esteja dentro dos 3° do raio de luz incidente.
Referências Bibliográficas:
MCGEE, H. W.: MACE, D. L. Retroreflectivity of roadway signs for adequate visibitity: a guide. Virginia, november, 1987];
Retroreflective road traffic signs. International Road Federation. Geneva;
VILLAS BÔAS, N. Tópicos de física 2 : terminologia, ondulatória e óptica. 16. ed. reform. e ampl. São Paulo: Saraiva, 2001;
Fontolan, Alexandre L.; Martins, Alberto A.; Pereira, Paulo J.A.; Verniano, Mônica R.  Retrorrefletividade e Contraste em Materiais Utilizados em Sinalização Viária, IPEN, São Paulo,2004.